# Laura Aguirre Hilla
Laura Aguirre Hilla (Málaga, 24 de febrero de 1901-Álora, 31 de diciembre de 1986) también conocida como la Señorita Laura, fue una laica española nacida en Málaga, fundadora en Álora de la Pía Unión Misioneras de la Diócesis y de la escuela de niñas que sería  la Providencia Parroquial Virgen de Flores. Dedicó su vida al  cuidado y a la promoción humana, educativa, y religiosa de niñas necesitadas. En su última etapa, también al cuidado de los ancianos. En  octubre de 2019,  el Obispado de Málaga  (Iglesia Católica) abre la fase diocesana de su causa de beatificación.

## Biografía
Laura Aguirre Hilla, conocida como Señorita Laura, nace en Málaga el 24 de febrero de 1901. Hija de Teresa Hilla Pérez y de Francisco Aguirre Lerdo de Tejada. Su padre, natural de Sevilla y notario de profesión, enviuda pronto, quedando con 5 hijos. Laura es la cuarta entre ellos. Los otros son Francisco, Teresa, Antonio y  Alberto. Francisco se casa en segundas nupcias con la malagueña María Baquera Segalerva. Del segundo matrimonio tienen los hijos Raúl y María Elena. 
En 1926 Francisco Aguirre es destinado a la notaría de La Carolina (Jaén). Cuando prepara el traslado a su nuevo domicilio, enferma  y muere en esta ciudad. 
La familia vuelve a Málaga. María Baquera se queda con Laura, Alberto y sus hijos propios.  Su hermana Cecilia Baquera se había casado con el ingeniero belga Lauren Meeûs, que había venido a Málaga para instalar un ferrocarril por la costa. Acabadas las obras, vuelven a Bruselas, donde residían. Cecilia invita a su hermana María a que se vaya a vivir con ella a Bruselas.
Laura está en Bélgica hasta 1933. Vuelven a España a Madrid, donde ella trabaja en la zona de Vallecas. Trabaja como enfermera en Málaga, durante la guerra civil, cuando está ciudad está en manos del bando nacional (febrero de 1937). Vuelve a Madrid, pasa varios años en Jumilla (Murcia), y realiza sus labores pastorales y caritativas en ciudades malagueñas como Velez-Málaga y Ronda, como misionera rural. 
Llega al pueblo malagueño de Álora en mayo de 1950 y aquí va a permanecer hasta su muerte.  
Su trabajo como misionera rural consistía en dar charlas, impartir catequesis a los niños que preparan la primera comunión, colaborar con la parroquia.
Esta labor también llegaba a las zonas rurales, en aquella época, aisladas y con comunicaciones muy deficientes. 
El 31 de diciembre de 1950, en los bajos de una casa frente a la parroquia de Álora, local que pertenecía al Ayuntamiento, pone en marcha la Providencia Parroquial con las 3 primeras  niñas y su colabora Ángeles Medina López. Es una institución dedicada a acoger a niñas necesitadas.
La primera casa que ocupa es un pequeño portal enfrente de la entrada principal de la Parroquia, que pertenece al Ayuntamiento.
Más adelante se traslada al antiguo Convento Franciscano de Flores con un grupo de niñas el 2 de julio de 1953. El edificio está muy deteriorado. Se comienza a arreglar el convento con la ayuda del pueblo. Mientras se trasladan a un edificio anexo a la Parroquia de la Encarnación, antiguo Hospital de San Sebastián. Llegan aquí en 1962. 
Cuando se han concluido las reformas del convento de Flores, el cardenal Ángel Herrera Oria decide que el edificio se dedique a Escuela de Magisterio Rural.
En abril de 1960 se les concede el nombramiento de “Pía Unión de Misioneras de la Diócesis”.  El objetivo de esta institución era atender a las niñas en su educación y en cubrir todas sus necesidades. Al frente la de la Pía Unión está Laura con un grupo de colaboradoras. 
El 15 de marzo de 1975 es nombrada Hija Adoptiva de Álora por decisión el Ayuntamiento, siendo alcalde  de la ciudad José Fernández López de Uralde. Además, se decide poner su nombre a  una calle cercana a  la Residencia. La cofradía de Dolores Coronada le otorga el título de Camarera de Honor.  
A partir de 1977 con la ayuda de Cáritas Parroquial y con el impulso del párroco Francisco Ruiz Salinas, se comienza a construir la actual Providencia Parroquial Virgen del Flores, en la afueras del pueblo, en la carretera entre Álora y El Chorro (España).     
Con el tiempo, con la necesidad de acoger a personas mayores, se amplia y reforma la casa. 
El 31 de diciembre de 1986 (aniversario del comienzo de su labor en Álora), fallece en la Residencia. Su funeral es celebrado por el obispo de Málaga Monseñor Ramón Buxarrais Ventura.

## Posteridad
El 23 de noviembre de 2007 se inaugura el Parque-Rincón de la Señorita Laura, anexo a la residencia, con un busto del artista aloreño  Cristóbal Pérez García. Están presentes el presidente de la Diputación de Málaga Salvador Pendón Muñoz y el alcalde de Álora José Sánchez Moreno. También está presente en el acto  su colaboradora Socorro Sánchez, que acude en silla de ruedas.
Del 1 al 7 de marzo de 2010 se celebra la Semana de Laura Aguirre, por iniciativa de la Parroquia de Álora y, en concreto de su párroco Francisco Javier Sánchez-Cano Núñez. El Consejo Parroquial nombra una comisión encargada de organizar los actos,  formada por los siguientes señores: José Díaz Borrego, Diego Consiglieri Mamely, Juan López Cobos, Tomás Salas Fernández. 
Programa de actividades: 
- Lunes 1 de marzo, inauguración de la exposición y la apertura de la semana.   La muestra, con fotografías y objetos relacionados con su biografía, ha permanecido abierta durante seis días en la Iglesia de la Veracruz.

- El miércoles, 3 de marzo, la residencia acogió un encuentro que partió desde el busto de Laura  en el parque; luego se realizó un acto religioso en la capilla de la residencia  y se compartió una merienda con los abuelos.

- Viernes 5. Presentación del libro  Laura Aguirre. Una vida para los demás  en el Teatro Cervantes a cargo de  D. Francisco Ruiz Salinas, párroco de Álora en la época en que se construyó la residencia y, en ese momento,  responsable de la Parroquia de Churriana. Hubo también intervenciones de personas que quisieron aportar su testimonio. Posteriormente, una capilla musical compuesta por instrumentos de viento interpretó varios temas.

- Sábado 6 de marzo con la celebración de la eucaristía en la Parroquia de La Encarnación se clausuró la semana.

- El 29 de abril de 2014 la inauguración de la Sala Laura Aguirre,[13] en el convento de Flores. Se recogen objetos que ya habían servido para la exposición de marzo del 2010, además de la documentación de la Srta. Laura que estaba en la residencia, se añaden una colección de fotos y algunos cuadros de los que ella era autora. Con todo este material se crea por iniciativa de la parroquia la Sala Laura Aguirre, situada en la zona de la sacristía del convento de Flores, al lado del columbario que allí tiene la Hermandad. Se pretende también que este sea un lugar para visitar por parte de personas interesadas y por los centros educativos.

## Causa de beatificación
Desde su fallecimiento en 1986, su recuerdo queda vivo en muchas personas y especialmente en la niñas que ella educó, conocidas en Álora como “Niñas de Laura”; pervive en Álora su fama de santidad y un grupo de personas sigue trabajando para mantener su recuerdo y recoger testimonios de aquellos que la conocieron. 
El Obispo de Málaga, Jesús Catalá Ibáñez, decide en 2019 abrir la fase diocesana de su causa de beatificación a petición de la parte actora de la causa que es la Parroquia Nuestra Señora de la Encarnación de Álora,  siendo párroco de la misma D. Juan de Jesús Báez Torres., .
El 27 de septiembre de 2019, en el Obispado de Málaga, se celebra el acto de jura y profesión de fe de los miembros del tribunal de la causa de beatificación. Presidido por el  Obispo, y en presencia del Secretario General-Canciller, Francisco García Villalobos, juran sus cargos: 
- D. Tomás Salas Fernández (Postulador).
- D. Rafael Navarro Cortés (Juez Delegado).
- D. Antonio Eloy Madueño Porras (Promotor de Justicia).
- D. Francisco Antonio Cervantes Mauri (Notario Actuario).

El 7 de octubre de 2019 (día de la Virgen del Rosario). Se celebra una misa solemne en la parroquia de la Encarnación de Álora en acción de gracias por el inicio de la fase diocesana y provisional del proceso. 
Se produce la erección canónica de la Asociación Probeaticación Laura Aguirre Hilla, asociación creada para difundir la figura de la Sierva de Dios, investigar sobre su vida y obra e impulsar su causa de beatificación. 
El 29 de julio de 2024. Se trasladan sus restos, que estaban en la Residencia Virgen de Flores de Álora, a la iglesia parroquial Nuestra Señora de la Encarnación de Álora. En la lápida de la Sierva de Dios se incluye el lema de la causa: PROVIDENTIA ET CHARITAS.   
El 4 de septiembre de 2024, en la parroquia de la Encarnación, se celebra la apertura oficial de la causa con asistencia de obispo de Málaga Jesús Catalá Ibáñez.
El 24 de febrero de 2024, aniversario de su muerte,  se inaugura una cerámica conmemorativa en la fachada del nº 55 de calle De Atrás, de Álora, en el lugar donde comenzó su labor con las niñas el 31 de diciembre de 1950 .